# Compresor de hidrógeno

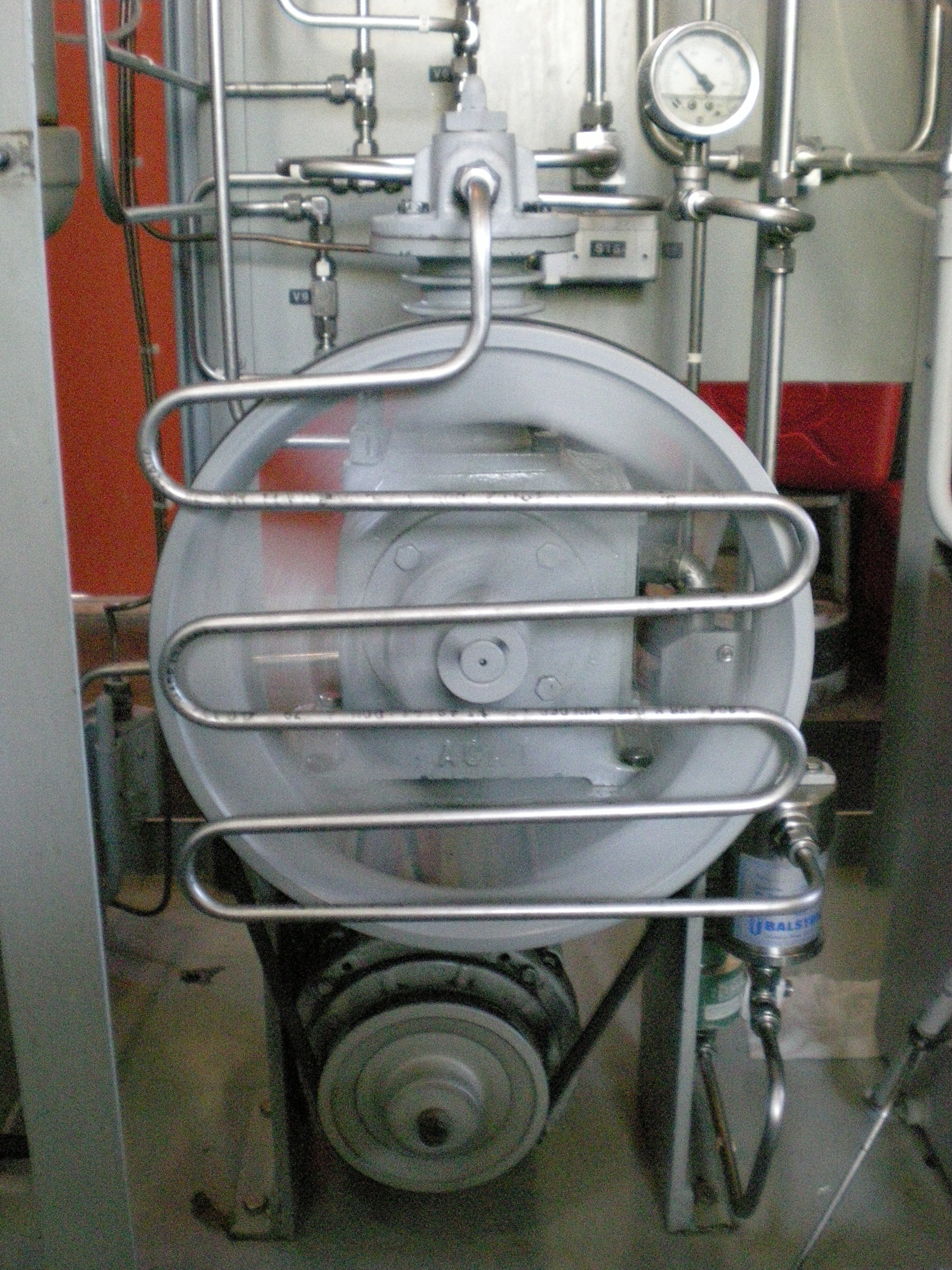
Bomba compresora en funcionamiento. Bombeo y compresión de hidrógeno del depósito de baja presión al depósito de alta presión.

Un compresor de hidrógeno es un aparato que incrementa la presión del hidrógeno reduciendo su volumen. La compresión del gas de hidrógeno incrementa naturalmente su temperatura debido a la ley de los volúmenes de Louis Joseph Gay-Lussac. Los compresores de hidrógeno están relacionados con los compresores de gas puesto que ambos incrementan la presión en un gas.

## Tipos
- Compresor alternativo
- Compresor electroquímico
- Compresor de hidruro
- Compresor de diafragma de pistón-metal
- Compresor de rotor guiado
- Air Tank